# Eidson Road
Eidson Road es un lugar designado por el censo ubicado en el condado de Maverick en el estado estadounidense de Texas. En el Censo de 2010 tenía una población de 8.960 habitantes y una densidad poblacional de 473,19 personas por km².

## Geografía
Eidson Road se encuentra ubicado en las coordenadas 28°40′5″N 100°28′47″O / 28.66806, -100.47972. Según la Oficina del Censo de los Estados Unidos, Eidson Road tiene una superficie total de 18.94 km², de la cual 17.83 km² corresponden a tierra firme y (5.85%) 1.11 km² es agua.

## Demografía
Según el censo de 2010, había 8.960 personas residiendo en Eidson Road. La densidad de población era de 473,19 hab./km². De los 8.960 habitantes, Eidson Road estaba compuesto por el 98.87% blancos, el 0.1% eran afroamericanos, el 0.46% eran amerindios, el 0.02% eran asiáticos, el 0% eran isleños del Pacífico, el 0.19% eran de otras razas y el 0.36% pertenecían a dos o más razas. Del total de la población el 98.93% eran hispanos o latinos de cualquier raza.